# Меджуда
Меджуда (груз. მეჯუდა, Меджуда; осет. Меджуда, Медзыда, Медзыдон) — река в Южной Осетии и Грузии. Левый приток Большой Лиахви.
Берёт начало на западном склоне Харульского хребта на высоте около 2024 м. Длина — около 46 км, площадь бассейна — 651 км². Среднегодовой расход воды — 6,5 м³/с. В нижнем течении используется для орошения.

## Населённые пункты на реке
По порядку от истока:
Южная Осетия:
- Бикар
- Гром

Грузия:
- Гори